# 994 Otthild
994 Otthild è un asteroide della fascia principale del diametro medio di circa 24,42 km. Scoperto nel 1923, presenta un'orbita caratterizzata da un semiasse maggiore pari a 2,5292052 UA e da un'eccentricità di 0,1163571, inclinata di 15,39196° rispetto all'eclittica.
Il nome per questo asteroide è stato scelto a caso dal popolare calendario Lahrer Hinkender Bote, pubblicato nella città di Lahr/Schwarzwald, in Germania.